# Apophyge

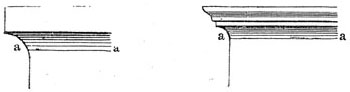
Apophyge.

Un apophyge (del en griego antiguo: αποφυγη griego: αποφυγη, un vuelo fuera), en arquitectura, es la parte más baja del fuste de una columna corintia o jónica , o es el sector más alto de su base si la columna es considerada en su totalidad. El apophyge es la porra cóncava, en el borde superior del cual los restos de fuste se suavizan.
Es, en efecto, un tallado entre el cuerpo de la columna y la sección ligeramente más grande de la columna al cual el fuste une. Este puente es de dos radios para evitar un cambio agudo.  Esto probablemente pudo haber sido hecho para evitar que el mármol se agrietara en las estructuras antiguas.
El apophyge superior es el que se articula con el capitel, mientras el apophyge inferior es el que se articula a la base.